# Wilhelm Teltschik
Wilhelm Teltschik (29. srpna 1863 Suchdol nad Odrou – 15. března 1937 Suchdol nad Odrou) byl rakouský a český politik německé národnosti z Moravy, na počátku 20. století poslanec Říšské rady.

## Biografie
Vychodil základní školu, gymnázium a zemědělskou střední školu. Profesí byl držitelem erbovní rychty. Byl předsedou spolku Bund der Deutschen Nordmährens.
Na počátku 20. století se zapojil i do celostátní politiky. Ve volbách do Říšské rady roku 1907, konaných již podle všeobecného a rovného volebního práva, byl zvolen do Říšské rady (celostátní zákonodárný sbor) za německý obvod Morava 13. Usedl do poslaneckého klubu Německý národní svaz, v jehož rámci reprezentoval Německou agrární stranu. Mandát obhájil za týž obvod i ve volbách do Říšské rady roku 1911. Ve vídeňském parlamentu setrval do zániku monarchie.Profesně byl k roku 1911 uváděn jako majitel erbovní rychty.
Po válce zasedal v letech 1918–1919 jako poslanec Provizorního národního shromáždění Německého Rakouska (Provisorische Nationalversammlung).